# Lombardiet runt 2023
Lombardiet runt 2023 var den 117:e upplagan av det italienska cykelloppet Lombardiet runt. Tävlingen avgjordes den 7 oktober 2023 med start i Como och målgång i Bergamo. Loppet var en del av UCI World Tour 2023 och vanns av slovenske Tadej Pogačar från cykelstallet UAE Team Emirates, vilket var hans tredje raka seger i tävlingen.

## Deltagande lag
| WorldTeams (18)- AG2R Citroën Team - Alpecin-Deceuninck - Astana Qazaqstan Team - Bahrain Victorious - Bora-Hansgrohe - Cofidis - EF Education-EasyPost - Groupama-FDJ - Ineos Grenadiers - Intermarché-Circus-Wanty - Jumbo-Visma - Lidl-Trek - Movistar Team - Soudal Quick-Step - Arkéa-Samsic - Team DSM-Firmenich - Team Jayco AlUla - UAE Team Emirates ProTeams (7)- Eolo-Kometa - Green Project-Bardiani CSF-Faizanè - Israel-Premier Tech - Lotto Dstny - Q36.5 Pro Cycling Team - TotalEnergies - Tudor Pro Cycling Team |
| |

## Resultat
| \| Totaltävlingen \| Totaltävlingen \| Totaltävlingen \| Totaltävlingen \| Totaltävlingen \| \| Cyklist \| Cyklist \| Lag \| Tid \| \| \| -------------- \| ----------------- \| ------------------------ \| -------------- \| -------------- \| \| 1. \| Tadej Pogačar \| UAE Team Emirates \| 5t 55' 33" \| \| \| 2. \| Andrea Bagioli \| Soudal Quick-Step \| + 52" \| \| \| 3. \| Primož Roglič \| Jumbo-Visma \| + 52" \| \| \| 4. \| Aleksandr Vlasov \| Bora-Hansgrohe \| + 52" \| \| \| 5. \| Simon Yates \| Team Jayco AlUla \| + 52" \| \| \| 6. \| Adam Yates \| UAE Team Emirates \| + 52" \| \| \| 7. \| Carlos Rodríguez \| Ineos Grenadiers \| + 52" \| \| \| 8. \| Richard Carapaz \| EF Education-EasyPost \| + 1' 06" \| \| \| 9. \| Remco Evenepoel \| Soudal Quick-Step \| + 1' 26" \| \| \| 10. \| Andreas Kron \| Lotto Dstny \| + 1' 26" \| \| \| 11. \| Romain Bardet \| Team DSM-Firmenich \| + 1' 26" \| \| \| 12. \| Michael Woods \| Israel-Premier Tech \| + 1' 26" \| \| \| 13. \| Rui Costa \| Intermarché-Circus-Wanty \| + 1' 26" \| \| \| 14. \| Maxim Van Gils \| Lotto Dstny \| + 1' 30" \| \| \| 15. \| Nick Schultz \| Israel-Premier Tech \| + 1' 50" \| \| \| 16. \| Clément Berthet \| AG2R Citroën Team \| + 1' 50" \| \| \| 17. \| Chris Harper \| Team Jayco AlUla \| + 1' 50" \| \| \| 18. \| Lorenzo Fortunato \| Eolo-Kometa \| + 1' 50" \| \| \| 19. \| Marc Hirschi \| UAE Team Emirates \| + 2' 08" \| \| \| 20. \| Fausto Masnada \| Soudal Quick-Step \| + 2' 10" \| \| |                   |                          |            |
| |                   |                          |            |
| Källa: ProCyclingStats |                   |                          |            |
| Totaltävlingen |                   |                          |            |
| Cyklist | Cyklist           | Lag                      | Tid        |
| 1. | Tadej Pogačar     | UAE Team Emirates        | 5t 55' 33" |
| 2. | Andrea Bagioli    | Soudal Quick-Step        | + 52"      |
| 3. | Primož Roglič     | Jumbo-Visma              | + 52"      |
| 4. | Aleksandr Vlasov  | Bora-Hansgrohe           | + 52"      |
| 5. | Simon Yates       | Team Jayco AlUla         | + 52"      |
| 6. | Adam Yates        | UAE Team Emirates        | + 52"      |
| 7. | Carlos Rodríguez  | Ineos Grenadiers         | + 52"      |
| 8. | Richard Carapaz   | EF Education-EasyPost    | + 1' 06"   |
| 9. | Remco Evenepoel   | Soudal Quick-Step        | + 1' 26"   |
| 10. | Andreas Kron      | Lotto Dstny              | + 1' 26"   |
| 11. | Romain Bardet     | Team DSM-Firmenich       | + 1' 26"   |
| 12. | Michael Woods     | Israel-Premier Tech      | + 1' 26"   |
| 13. | Rui Costa         | Intermarché-Circus-Wanty | + 1' 26"   |
| 14. | Maxim Van Gils    | Lotto Dstny              | + 1' 30"   |
| 15. | Nick Schultz      | Israel-Premier Tech      | + 1' 50"   |
| 16. | Clément Berthet   | AG2R Citroën Team        | + 1' 50"   |
| 17. | Chris Harper      | Team Jayco AlUla         | + 1' 50"   |
| 18. | Lorenzo Fortunato | Eolo-Kometa              | + 1' 50"   |
| 19. | Marc Hirschi      | UAE Team Emirates        | + 2' 08"   |
| 20. | Fausto Masnada    | Soudal Quick-Step        | + 2' 10"   |

## Startlista
| UAE Team Emirates UAD | UAE Team Emirates UAD          | UAE Team Emirates UAD |
| --------------------- | ------------------------------ | --------------------- |
| #                     | Cyklist                        | Placering             |
| 1                     | Tadej Pogačar (SLO) (landsväg) | 1.                    |
| 2                     | Sjoerd Bax (NED)               | DNF                   |
| 3                     | Davide Formolo (ITA)           | DNF                   |
| 4                     | Marc Hirschi (SUI) (landsväg)  | 19.                   |
| 5                     | Rafał Majka (POL)              | 25.                   |
| 6                     | Diego Ulissi (ITA)             | 41.                   |
| 7                     | Adam Yates (GBR)               | 6.                    |

| AG2R Citroën Team ACT | AG2R Citroën Team ACT        | AG2R Citroën Team ACT |
| --------------------- | ---------------------------- | --------------------- |
| #                     | Cyklist                      | Placering             |
| 11                    | Ben O'Connor (AUS)           | 34.                   |
| 12                    | Clément Berthet (FRA)        | 16.                   |
| 13                    | Felix Gall (AUT)             | 80.                   |
| 14                    | Valentin Paret-Peintre (FRA) | 101.                  |
| 15                    | Aurélien Paret-Peintre (FRA) | DNF                   |
| 16                    | Nicolas Prodhomme (FRA)      | 42.                   |
| 17                    | Lawrence Warbasse (USA)      | DNF                   |

| Alpecin-Deceuninck ADC | Alpecin-Deceuninck ADC  | Alpecin-Deceuninck ADC |
| ---------------------- | ----------------------- | ---------------------- |
| #                      | Cyklist                 | Placering              |
| 21                     | Stefano Oldani (ITA)    | 29.                    |
| 22                     | Tobias Bayer (AUT)      | 119.                   |
| 23                     | Nicola Conci (ITA)      | 60.                    |
| 24                     | Michael Gogl (AUT)      | DNF                    |
| 25                     | Jimmy Janssens (BEL)    | 89.                    |
| 26                     | Jason Osborne (GER)     | 51.                    |
| 27                     | Kristian Sbaragli (ITA) | 88.                    |

| Astana Qazaqstan Team AST | Astana Qazaqstan Team AST       | Astana Qazaqstan Team AST |
| ------------------------- | ------------------------------- | ------------------------- |
| #                         | Cyklist                         | Placering                 |
| 31                        | Simone Velasco (ITA) (landsväg) | 104.                      |
| 32                        | Samuele Battistella (ITA)       | DNF                       |
| 33                        | David de la Cruz (ESP)          | DNF                       |
| 34                        | Fabio Felline (ITA)             | 112.                      |
| 35                        | Gianmarco Garofoli (ITA)        | 99.                       |
| 36                        | Gianni Moscon (ITA)             | DNF                       |
| 37                        | Christian Scaroni (ITA)         | 69.                       |

| Bahrain Victorious TBV | Bahrain Victorious TBV    | Bahrain Victorious TBV |
| ---------------------- | ------------------------- | ---------------------- |
| #                      | Cyklist                   | Placering              |
| 41                     | Mikel Landa (ESP)         | DNF                    |
| 42                     | Santiago Buitrago (COL)   | 32.                    |
| 43                     | Nicolò Buratti (ITA)      | 82.                    |
| 44                     | Andrea Pasqualon (ITA)    | DNF                    |
| 45                     | Hermann Pernsteiner (AUT) | 76.                    |
| 46                     | Antonio Tiberi (ITA)      | 21.                    |
| 47                     | Edoardo Zambanini (ITA)   | 107.                   |

| Bora-Hansgrohe BOH | Bora-Hansgrohe BOH                | Bora-Hansgrohe BOH |
| ------------------ | --------------------------------- | ------------------ |
| #                  | Cyklist                           | Placering          |
| 51                 | Jai Hindley (AUS)                 | 44.                |
| 52                 | Giovanni Aleotti (ITA)            | DNF                |
| 53                 | Emanuel Buchmann (GER) (landsväg) | 59.                |
| 54                 | Sergio Higuita (COL)              | DNF                |
| 55                 | Bob Jungels (LUX)                 | 67.                |
| 56                 | Aleksandr Vlasov                  | 4.                 |
| 57                 | Frederik Wandahl (DEN)            | DNF                |

| Cofidis COF | Cofidis COF            | Cofidis COF |
| ----------- | ---------------------- | ----------- |
| #           | Cyklist                | Placering   |
| 61          | Guillaume Martin (FRA) | 52.         |
| 62          | Ion Izagirre (ESP)     | 40.         |
| 63          | Victor Lafay (FRA)     | DNF         |
| 64          | Axel Mariault (FRA)    | OTL         |
| 65          | Simon Geschke (GER)    | 90.         |
| 66          | Hugo Toumire (FRA)     | 118.        |
| 67          | Harrison Wood (GBR)    | DNF         |

| EF Education-EasyPost EFE | EF Education-EasyPost EFE        | EF Education-EasyPost EFE |
| ------------------------- | -------------------------------- | ------------------------- |
| #                         | Cyklist                          | Placering                 |
| 71                        | Richard Carapaz (ECU) (landsväg) | 8.                        |
| 72                        | Jonathan Caicedo (ECU)           | 116.                      |
| 73                        | Esteban Chaves (COL) (landsväg)  | 75.                       |
| 74                        | Ben Healy (IRL) (landsväg)       | 30.                       |
| 75                        | Mikkel Frølich Honoré (DEN)      | DNF                       |
| 76                        | Andrea Piccolo (ITA)             | 100.                      |
| 77                        | Rigoberto Urán (COL)             | 35.                       |

| Eolo-Kometa EOK | Eolo-Kometa EOK           | Eolo-Kometa EOK |
| --------------- | ------------------------- | --------------- |
| #               | Cyklist                   | Placering       |
| 81              | Lorenzo Fortunato (ITA)   | 18.             |
| 82              | Mattia Bais (ITA)         | 61.             |
| 83              | Alessandro Fancellu (ITA) | DNF             |
| 84              | Erik Fetter (HUN)         | 46.             |
| 85              | Andrea Garosio (ITA)      | 86.             |
| 86              | Davide Piganzoli (ITA)    | 28.             |
| 87              | Diego Sevilla (ESP)       | 71.             |

| Green Project-Bardiani CSF-Faizanè BCF | Green Project-Bardiani CSF-Faizanè BCF | Green Project-Bardiani CSF-Faizanè BCF |
| -------------------------------------- | -------------------------------------- | -------------------------------------- |
| #                                      | Cyklist                                | Placering                              |
| 91                                     | Luca Covili (ITA)                      | 55.                                    |
| 92                                     | Riccardo Lucca (ITA)                   | 115.                                   |
| 93                                     | Filippo Magli (ITA)                    | 87.                                    |
| 94                                     | Martin Marcellusi (ITA)                | 53.                                    |
| 95                                     | Henok Mulubrhan (ERI)                  | 113.                                   |
| 96                                     | Alex Tolio (ITA)                       | 68.                                    |
| 97                                     | Alessandro Tonelli (ITA)               | DNF                                    |

| Groupama-FDJ GFC | Groupama-FDJ GFC                  | Groupama-FDJ GFC |
| ---------------- | --------------------------------- | ---------------- |
| #                | Cyklist                           | Placering        |
| 101              | Thibaut Pinot (FRA)               | 37.              |
| 102              | Romain Grégoire (FRA)             | 91.              |
| 103              | Valentin Madouas (FRA) (landsväg) | 27.              |
| 104              | Lenny Martinez (FRA)              | DNF              |
| 105              | Rudy Molard (FRA)                 | 39.              |
| 106              | Quentin Pacher (FRA)              | 38.              |
| 107              | Lars van den Berg (NED)           | 121.             |

| Ineos Grenadiers IGD | Ineos Grenadiers IGD   | Ineos Grenadiers IGD |
| -------------------- | ---------------------- | -------------------- |
| #                    | Cyklist                | Placering            |
| 111                  | Carlos Rodríguez (ESP) | 7.                   |
| 112                  | Filippo Ganna (ITA)    | 117.                 |
| 113                  | Salvatore Puccio (ITA) | DNF                  |
| 114                  | Magnus Sheffield (USA) | 111.                 |
| 115                  | Pavel Sivakov (FRA)    | 45.                  |
| 116                  | Ben Swift (GBR)        | 103.                 |
| 117                  | Ben Turner (GBR)       | DNF                  |

| Intermarché-Circus-Wanty ICW | Intermarché-Circus-Wanty ICW | Intermarché-Circus-Wanty ICW |
| ---------------------------- | ---------------------------- | ---------------------------- |
| #                            | Cyklist                      | Placering                    |
| 121                          | Rui Costa (POR)              | 13.                          |
| 122                          | Niccolò Bonifazio (ITA)      | DNF                          |
| 123                          | Louis Meintjes (RSA)         | DNF                          |
| 124                          | Simone Petilli (ITA)         | 93.                          |
| 125                          | Lorenzo Rota (ITA)           | DNF                          |
| 126                          | Rein Taaramäe (EST)          | DNF                          |
| 127                          | Georg Zimmermann (GER)       | 95.                          |

| Israel-Premier Tech IPT | Israel-Premier Tech IPT | Israel-Premier Tech IPT |
| ----------------------- | ----------------------- | ----------------------- |
| #                       | Cyklist                 | Placering               |
| 131                     | Jakob Fuglsang (DEN)    | 62.                     |
| 132                     | Hugo Houle (CAN)        | DNF                     |
| 133                     | Krists Neilands (LAT)   | DNF                     |
| 134                     | Nick Schultz (AUS)      | 15.                     |
| 135                     | Dylan Teuns (BEL)       | DNF                     |
| 136                     | Stephen Williams (GBR)  | DNF                     |
| 137                     | Michael Woods (CAN)     | 12.                     |

| Jumbo-Visma TJV | Jumbo-Visma TJV                | Jumbo-Visma TJV |
| --------------- | ------------------------------ | --------------- |
| #               | Cyklist                        | Placering       |
| 141             | Primož Roglič (SLO)            | 3.              |
| 142             | Tiesj Benoot (BEL)             | 63.             |
| 143             | Koen Bouwman (NED)             | 105.            |
| 144             | Wilco Kelderman (NED)          | 65.             |
| 145             | Sam Oomen (NED)                | DNF             |
| 146             | Jan Tratnik (SLO)              | 47.             |
| 147             | Attila Valter (HUN) (landsväg) | 22.             |

| Lidl-Trek LTK | Lidl-Trek LTK                | Lidl-Trek LTK |
| ------------- | ---------------------------- | ------------- |
| #             | Cyklist                      | Placering     |
| 151           | Bauke Mollema (NED)          | 43.           |
| 152           | Julien Bernard (FRA)         | 74.           |
| 153           | Amanuel Gebrezgabihier (ERI) | 78.           |
| 154           | Asbjørn Hellemose (DEN)      | 73.           |
| 155           | Juan Pedro López (ESP)       | DNF           |
| 156           | Jacopo Mosca (ITA)           | 110.          |
| 157           | Natnael Tesfatsion (ERI)     | 84.           |

| Lotto Dstny LTD | Lotto Dstny LTD           | Lotto Dstny LTD |
| --------------- | ------------------------- | --------------- |
| #               | Cyklist                   | Placering       |
| 161             | Thomas De Gendt (BEL)     | DNF             |
| 162             | Andreas Kron (DEN)        | 10.             |
| 163             | Sylvain Moniquet (BEL)    | 64.             |
| 164             | Mathijs Paasschens (NED)  | DNF             |
| 165             | Eduardo Sepúlveda (ARG)   | 54.             |
| 166             | Lennert Van Eetvelt (BEL) | DNF             |
| 167             | Maxim Van Gils (BEL)      | 14.             |

| Movistar Team MOV | Movistar Team MOV                  | Movistar Team MOV |
| ----------------- | ---------------------------------- | ----------------- |
| #                 | Cyklist                            | Placering         |
| 171               | Enric Mas (ESP)                    | DNF               |
| 172               | William Barta (USA)                | 97.               |
| 173               | Imanol Erviti (ESP)                | 96.               |
| 174               | Matteo Jorgenson (USA)             | 23.               |
| 175               | Gregor Mühlberger (AUT) (landsväg) | 48.               |
| 176               | Óscar Rodríguez (ESP)              | 98.               |
| 177               | Carlos Verona (ESP)                | 58.               |

| Q36.5 Pro Cycling Team Q36 | Q36.5 Pro Cycling Team Q36 | Q36.5 Pro Cycling Team Q36 |
| -------------------------- | -------------------------- | -------------------------- |
| #                          | Cyklist                    | Placering                  |
| 181                        | Gianluca Brambilla (ITA)   | 81.                        |
| 182                        | Negasi Abreha (ETH)        | DNF                        |
| 183                        | Walter Calzoni (ITA)       | DNF                        |
| 184                        | Corey Davis (USA)          | DNF                        |
| 185                        | Mark Donovan (GBR)         | 72.                        |
| 186                        | Damien Howson (AUS)        | OTL                        |
| 187                        | Kamil Małecki (POL)        | DNF                        |

| Soudal Quick-Step SOQ | Soudal Quick-Step SOQ            | Soudal Quick-Step SOQ |
| --------------------- | -------------------------------- | --------------------- |
| #                     | Cyklist                          | Placering             |
| 191                   | Remco Evenepoel (BEL) (landsväg) | 9.                    |
| 192                   | Julian Alaphilippe (FRA)         | 36.                   |
| 193                   | Andrea Bagioli (ITA)             | 2.                    |
| 194                   | Mattia Cattaneo (ITA)            | 70.                   |
| 195                   | Fausto Masnada (ITA)             | 20.                   |
| 196                   | Ilan Van Wilder (BEL)            | 66.                   |
| 197                   | Mauri Vansevenant (BEL)          | 31.                   |

| Arkéa-Samsic ARK | Arkéa-Samsic ARK          | Arkéa-Samsic ARK |
| ---------------- | ------------------------- | ---------------- |
| #                | Cyklist                   | Placering        |
| 201              | Warren Barguil (FRA)      | 24.              |
| 202              | Ewen Costiou (FRA)        | 92.              |
| 203              | Clément Champoussin (FRA) | 26.              |
| 204              | Simon Guglielmi (FRA)     | DNF              |
| 205              | Anthony Delaplace (FRA)   | DNF              |
| 206              | Kévin Vauquelin (FRA)     | DNF              |
| 207              | Alessandro Verre (ITA)    | DNF              |

| Team DSM-Firmenich DSM | Team DSM-Firmenich DSM        | Team DSM-Firmenich DSM |
| ---------------------- | ----------------------------- | ---------------------- |
| #                      | Cyklist                       | Placering              |
| 211                    | Romain Bardet (FRA)           | 11.                    |
| 212                    | Matthew Dinham (AUS)          | 102.                   |
| 213                    | Chris Hamilton (AUS)          | 56.                    |
| 214                    | Oscar Onley (GBR)             | 77.                    |
| 215                    | Jonas Iversby Hvideberg (NOR) | 108.                   |
| 216                    | Florian Stork (GER)           | 57.                    |
| 217                    | Kevin Vermaerke (USA)         | DNF                    |

| Team Jayco AlUla JAY | Team Jayco AlUla JAY       | Team Jayco AlUla JAY |
| -------------------- | -------------------------- | -------------------- |
| #                    | Cyklist                    | Placering            |
| 221                  | Simon Yates (GBR)          | 5.                   |
| 222                  | Kevin Colleoni (ITA)       | DNF                  |
| 223                  | Alessandro De Marchi (ITA) | 114.                 |
| 224                  | Edward Dunbar (IRL)        | 106.                 |
| 225                  | Lucas Hamilton (AUS)       | 122.                 |
| 226                  | Chris Harper (AUS)         | 17.                  |
| 227                  | Filippo Zana (ITA)         | 79.                  |

| TotalEnergies TEN | TotalEnergies TEN         | TotalEnergies TEN |
| ----------------- | ------------------------- | ----------------- |
| #                 | Cyklist                   | Placering         |
| 231               | Pierre-Roger Latour (FRA) | 33.               |
| 232               | Jérémy Cabot (FRA)        | 49.               |
| 233               | Fabien Grellier (FRA)     | DNF               |
| 234               | Valentin Ferron (FRA)     | DNF               |
| 235               | Paul Ourselin (FRA)       | 50.               |
| 236               | Mattéo Vercher (FRA)      | DNF               |
| 237               | Alexis Vuillermoz (FRA)   | 94.               |

| Tudor Pro Cycling Team TUD | Tudor Pro Cycling Team TUD  | Tudor Pro Cycling Team TUD |
| -------------------------- | --------------------------- | -------------------------- |
| #                          | Cyklist                     | Placering                  |
| 241                        | Simon Pellaud (SUI)         | DNF                        |
| 242                        | Jacob Eriksson (SWE)        | DNF                        |
| 243                        | Nils Brun (SUI)             | 109.                       |
| 244                        | Arthur Kluckers (LUX)       | DNF                        |
| 245                        | Sébastien Reichenbach (SUI) | 83.                        |
| 246                        | Yannis Voisard (SUI)        | 85.                        |
| 247                        | Hannes Wilksch (GER)        | 120.                       |

| UAE Team Emirates UAD | UAE Team Emirates UAD          | UAE Team Emirates UAD |
| --------------------- | ------------------------------ | --------------------- |
| #                     | Cyklist                        | Placering             |
| 1                     | Tadej Pogačar (SLO) (landsväg) | 1.                    |
| 2                     | Sjoerd Bax (NED)               | DNF                   |
| 3                     | Davide Formolo (ITA)           | DNF                   |
| 4                     | Marc Hirschi (SUI) (landsväg)  | 19.                   |
| 5                     | Rafał Majka (POL)              | 25.                   |
| 6                     | Diego Ulissi (ITA)             | 41.                   |
| 7                     | Adam Yates (GBR)               | 6.                    |

| AG2R Citroën Team ACT | AG2R Citroën Team ACT        | AG2R Citroën Team ACT |
| --------------------- | ---------------------------- | --------------------- |
| #                     | Cyklist                      | Placering             |
| 11                    | Ben O'Connor (AUS)           | 34.                   |
| 12                    | Clément Berthet (FRA)        | 16.                   |
| 13                    | Felix Gall (AUT)             | 80.                   |
| 14                    | Valentin Paret-Peintre (FRA) | 101.                  |
| 15                    | Aurélien Paret-Peintre (FRA) | DNF                   |
| 16                    | Nicolas Prodhomme (FRA)      | 42.                   |
| 17                    | Lawrence Warbasse (USA)      | DNF                   |

| Alpecin-Deceuninck ADC | Alpecin-Deceuninck ADC  | Alpecin-Deceuninck ADC |
| ---------------------- | ----------------------- | ---------------------- |
| #                      | Cyklist                 | Placering              |
| 21                     | Stefano Oldani (ITA)    | 29.                    |
| 22                     | Tobias Bayer (AUT)      | 119.                   |
| 23                     | Nicola Conci (ITA)      | 60.                    |
| 24                     | Michael Gogl (AUT)      | DNF                    |
| 25                     | Jimmy Janssens (BEL)    | 89.                    |
| 26                     | Jason Osborne (GER)     | 51.                    |
| 27                     | Kristian Sbaragli (ITA) | 88.                    |

| Astana Qazaqstan Team AST | Astana Qazaqstan Team AST       | Astana Qazaqstan Team AST |
| ------------------------- | ------------------------------- | ------------------------- |
| #                         | Cyklist                         | Placering                 |
| 31                        | Simone Velasco (ITA) (landsväg) | 104.                      |
| 32                        | Samuele Battistella (ITA)       | DNF                       |
| 33                        | David de la Cruz (ESP)          | DNF                       |
| 34                        | Fabio Felline (ITA)             | 112.                      |
| 35                        | Gianmarco Garofoli (ITA)        | 99.                       |
| 36                        | Gianni Moscon (ITA)             | DNF                       |
| 37                        | Christian Scaroni (ITA)         | 69.                       |

| Bahrain Victorious TBV | Bahrain Victorious TBV    | Bahrain Victorious TBV |
| ---------------------- | ------------------------- | ---------------------- |
| #                      | Cyklist                   | Placering              |
| 41                     | Mikel Landa (ESP)         | DNF                    |
| 42                     | Santiago Buitrago (COL)   | 32.                    |
| 43                     | Nicolò Buratti (ITA)      | 82.                    |
| 44                     | Andrea Pasqualon (ITA)    | DNF                    |
| 45                     | Hermann Pernsteiner (AUT) | 76.                    |
| 46                     | Antonio Tiberi (ITA)      | 21.                    |
| 47                     | Edoardo Zambanini (ITA)   | 107.                   |

| Bora-Hansgrohe BOH | Bora-Hansgrohe BOH                | Bora-Hansgrohe BOH |
| ------------------ | --------------------------------- | ------------------ |
| #                  | Cyklist                           | Placering          |
| 51                 | Jai Hindley (AUS)                 | 44.                |
| 52                 | Giovanni Aleotti (ITA)            | DNF                |
| 53                 | Emanuel Buchmann (GER) (landsväg) | 59.                |
| 54                 | Sergio Higuita (COL)              | DNF                |
| 55                 | Bob Jungels (LUX)                 | 67.                |
| 56                 | Aleksandr Vlasov                  | 4.                 |
| 57                 | Frederik Wandahl (DEN)            | DNF                |

| Cofidis COF | Cofidis COF            | Cofidis COF |
| ----------- | ---------------------- | ----------- |
| #           | Cyklist                | Placering   |
| 61          | Guillaume Martin (FRA) | 52.         |
| 62          | Ion Izagirre (ESP)     | 40.         |
| 63          | Victor Lafay (FRA)     | DNF         |
| 64          | Axel Mariault (FRA)    | OTL         |
| 65          | Simon Geschke (GER)    | 90.         |
| 66          | Hugo Toumire (FRA)     | 118.        |
| 67          | Harrison Wood (GBR)    | DNF         |

| EF Education-EasyPost EFE | EF Education-EasyPost EFE        | EF Education-EasyPost EFE |
| ------------------------- | -------------------------------- | ------------------------- |
| #                         | Cyklist                          | Placering                 |
| 71                        | Richard Carapaz (ECU) (landsväg) | 8.                        |
| 72                        | Jonathan Caicedo (ECU)           | 116.                      |
| 73                        | Esteban Chaves (COL) (landsväg)  | 75.                       |
| 74                        | Ben Healy (IRL) (landsväg)       | 30.                       |
| 75                        | Mikkel Frølich Honoré (DEN)      | DNF                       |
| 76                        | Andrea Piccolo (ITA)             | 100.                      |
| 77                        | Rigoberto Urán (COL)             | 35.                       |

| Eolo-Kometa EOK | Eolo-Kometa EOK           | Eolo-Kometa EOK |
| --------------- | ------------------------- | --------------- |
| #               | Cyklist                   | Placering       |
| 81              | Lorenzo Fortunato (ITA)   | 18.             |
| 82              | Mattia Bais (ITA)         | 61.             |
| 83              | Alessandro Fancellu (ITA) | DNF             |
| 84              | Erik Fetter (HUN)         | 46.             |
| 85              | Andrea Garosio (ITA)      | 86.             |
| 86              | Davide Piganzoli (ITA)    | 28.             |
| 87              | Diego Sevilla (ESP)       | 71.             |

| Green Project-Bardiani CSF-Faizanè BCF | Green Project-Bardiani CSF-Faizanè BCF | Green Project-Bardiani CSF-Faizanè BCF |
| -------------------------------------- | -------------------------------------- | -------------------------------------- |
| #                                      | Cyklist                                | Placering                              |
| 91                                     | Luca Covili (ITA)                      | 55.                                    |
| 92                                     | Riccardo Lucca (ITA)                   | 115.                                   |
| 93                                     | Filippo Magli (ITA)                    | 87.                                    |
| 94                                     | Martin Marcellusi (ITA)                | 53.                                    |
| 95                                     | Henok Mulubrhan (ERI)                  | 113.                                   |
| 96                                     | Alex Tolio (ITA)                       | 68.                                    |
| 97                                     | Alessandro Tonelli (ITA)               | DNF                                    |

| Groupama-FDJ GFC | Groupama-FDJ GFC                  | Groupama-FDJ GFC |
| ---------------- | --------------------------------- | ---------------- |
| #                | Cyklist                           | Placering        |
| 101              | Thibaut Pinot (FRA)               | 37.              |
| 102              | Romain Grégoire (FRA)             | 91.              |
| 103              | Valentin Madouas (FRA) (landsväg) | 27.              |
| 104              | Lenny Martinez (FRA)              | DNF              |
| 105              | Rudy Molard (FRA)                 | 39.              |
| 106              | Quentin Pacher (FRA)              | 38.              |
| 107              | Lars van den Berg (NED)           | 121.             |

| Ineos Grenadiers IGD | Ineos Grenadiers IGD   | Ineos Grenadiers IGD |
| -------------------- | ---------------------- | -------------------- |
| #                    | Cyklist                | Placering            |
| 111                  | Carlos Rodríguez (ESP) | 7.                   |
| 112                  | Filippo Ganna (ITA)    | 117.                 |
| 113                  | Salvatore Puccio (ITA) | DNF                  |
| 114                  | Magnus Sheffield (USA) | 111.                 |
| 115                  | Pavel Sivakov (FRA)    | 45.                  |
| 116                  | Ben Swift (GBR)        | 103.                 |
| 117                  | Ben Turner (GBR)       | DNF                  |

| Intermarché-Circus-Wanty ICW | Intermarché-Circus-Wanty ICW | Intermarché-Circus-Wanty ICW |
| ---------------------------- | ---------------------------- | ---------------------------- |
| #                            | Cyklist                      | Placering                    |
| 121                          | Rui Costa (POR)              | 13.                          |
| 122                          | Niccolò Bonifazio (ITA)      | DNF                          |
| 123                          | Louis Meintjes (RSA)         | DNF                          |
| 124                          | Simone Petilli (ITA)         | 93.                          |
| 125                          | Lorenzo Rota (ITA)           | DNF                          |
| 126                          | Rein Taaramäe (EST)          | DNF                          |
| 127                          | Georg Zimmermann (GER)       | 95.                          |

| Israel-Premier Tech IPT | Israel-Premier Tech IPT | Israel-Premier Tech IPT |
| ----------------------- | ----------------------- | ----------------------- |
| #                       | Cyklist                 | Placering               |
| 131                     | Jakob Fuglsang (DEN)    | 62.                     |
| 132                     | Hugo Houle (CAN)        | DNF                     |
| 133                     | Krists Neilands (LAT)   | DNF                     |
| 134                     | Nick Schultz (AUS)      | 15.                     |
| 135                     | Dylan Teuns (BEL)       | DNF                     |
| 136                     | Stephen Williams (GBR)  | DNF                     |
| 137                     | Michael Woods (CAN)     | 12.                     |

| Jumbo-Visma TJV | Jumbo-Visma TJV                | Jumbo-Visma TJV |
| --------------- | ------------------------------ | --------------- |
| #               | Cyklist                        | Placering       |
| 141             | Primož Roglič (SLO)            | 3.              |
| 142             | Tiesj Benoot (BEL)             | 63.             |
| 143             | Koen Bouwman (NED)             | 105.            |
| 144             | Wilco Kelderman (NED)          | 65.             |
| 145             | Sam Oomen (NED)                | DNF             |
| 146             | Jan Tratnik (SLO)              | 47.             |
| 147             | Attila Valter (HUN) (landsväg) | 22.             |

| Lidl-Trek LTK | Lidl-Trek LTK                | Lidl-Trek LTK |
| ------------- | ---------------------------- | ------------- |
| #             | Cyklist                      | Placering     |
| 151           | Bauke Mollema (NED)          | 43.           |
| 152           | Julien Bernard (FRA)         | 74.           |
| 153           | Amanuel Gebrezgabihier (ERI) | 78.           |
| 154           | Asbjørn Hellemose (DEN)      | 73.           |
| 155           | Juan Pedro López (ESP)       | DNF           |
| 156           | Jacopo Mosca (ITA)           | 110.          |
| 157           | Natnael Tesfatsion (ERI)     | 84.           |

| Lotto Dstny LTD | Lotto Dstny LTD           | Lotto Dstny LTD |
| --------------- | ------------------------- | --------------- |
| #               | Cyklist                   | Placering       |
| 161             | Thomas De Gendt (BEL)     | DNF             |
| 162             | Andreas Kron (DEN)        | 10.             |
| 163             | Sylvain Moniquet (BEL)    | 64.             |
| 164             | Mathijs Paasschens (NED)  | DNF             |
| 165             | Eduardo Sepúlveda (ARG)   | 54.             |
| 166             | Lennert Van Eetvelt (BEL) | DNF             |
| 167             | Maxim Van Gils (BEL)      | 14.             |

| Movistar Team MOV | Movistar Team MOV                  | Movistar Team MOV |
| ----------------- | ---------------------------------- | ----------------- |
| #                 | Cyklist                            | Placering         |
| 171               | Enric Mas (ESP)                    | DNF               |
| 172               | William Barta (USA)                | 97.               |
| 173               | Imanol Erviti (ESP)                | 96.               |
| 174               | Matteo Jorgenson (USA)             | 23.               |
| 175               | Gregor Mühlberger (AUT) (landsväg) | 48.               |
| 176               | Óscar Rodríguez (ESP)              | 98.               |
| 177               | Carlos Verona (ESP)                | 58.               |

| Q36.5 Pro Cycling Team Q36 | Q36.5 Pro Cycling Team Q36 | Q36.5 Pro Cycling Team Q36 |
| -------------------------- | -------------------------- | -------------------------- |
| #                          | Cyklist                    | Placering                  |
| 181                        | Gianluca Brambilla (ITA)   | 81.                        |
| 182                        | Negasi Abreha (ETH)        | DNF                        |
| 183                        | Walter Calzoni (ITA)       | DNF                        |
| 184                        | Corey Davis (USA)          | DNF                        |
| 185                        | Mark Donovan (GBR)         | 72.                        |
| 186                        | Damien Howson (AUS)        | OTL                        |
| 187                        | Kamil Małecki (POL)        | DNF                        |

| Soudal Quick-Step SOQ | Soudal Quick-Step SOQ            | Soudal Quick-Step SOQ |
| --------------------- | -------------------------------- | --------------------- |
| #                     | Cyklist                          | Placering             |
| 191                   | Remco Evenepoel (BEL) (landsväg) | 9.                    |
| 192                   | Julian Alaphilippe (FRA)         | 36.                   |
| 193                   | Andrea Bagioli (ITA)             | 2.                    |
| 194                   | Mattia Cattaneo (ITA)            | 70.                   |
| 195                   | Fausto Masnada (ITA)             | 20.                   |
| 196                   | Ilan Van Wilder (BEL)            | 66.                   |
| 197                   | Mauri Vansevenant (BEL)          | 31.                   |

| Arkéa-Samsic ARK | Arkéa-Samsic ARK          | Arkéa-Samsic ARK |
| ---------------- | ------------------------- | ---------------- |
| #                | Cyklist                   | Placering        |
| 201              | Warren Barguil (FRA)      | 24.              |
| 202              | Ewen Costiou (FRA)        | 92.              |
| 203              | Clément Champoussin (FRA) | 26.              |
| 204              | Simon Guglielmi (FRA)     | DNF              |
| 205              | Anthony Delaplace (FRA)   | DNF              |
| 206              | Kévin Vauquelin (FRA)     | DNF              |
| 207              | Alessandro Verre (ITA)    | DNF              |

| Team DSM-Firmenich DSM | Team DSM-Firmenich DSM        | Team DSM-Firmenich DSM |
| ---------------------- | ----------------------------- | ---------------------- |
| #                      | Cyklist                       | Placering              |
| 211                    | Romain Bardet (FRA)           | 11.                    |
| 212                    | Matthew Dinham (AUS)          | 102.                   |
| 213                    | Chris Hamilton (AUS)          | 56.                    |
| 214                    | Oscar Onley (GBR)             | 77.                    |
| 215                    | Jonas Iversby Hvideberg (NOR) | 108.                   |
| 216                    | Florian Stork (GER)           | 57.                    |
| 217                    | Kevin Vermaerke (USA)         | DNF                    |

| Team Jayco AlUla JAY | Team Jayco AlUla JAY       | Team Jayco AlUla JAY |
| -------------------- | -------------------------- | -------------------- |
| #                    | Cyklist                    | Placering            |
| 221                  | Simon Yates (GBR)          | 5.                   |
| 222                  | Kevin Colleoni (ITA)       | DNF                  |
| 223                  | Alessandro De Marchi (ITA) | 114.                 |
| 224                  | Edward Dunbar (IRL)        | 106.                 |
| 225                  | Lucas Hamilton (AUS)       | 122.                 |
| 226                  | Chris Harper (AUS)         | 17.                  |
| 227                  | Filippo Zana (ITA)         | 79.                  |

| TotalEnergies TEN | TotalEnergies TEN         | TotalEnergies TEN |
| ----------------- | ------------------------- | ----------------- |
| #                 | Cyklist                   | Placering         |
| 231               | Pierre-Roger Latour (FRA) | 33.               |
| 232               | Jérémy Cabot (FRA)        | 49.               |
| 233               | Fabien Grellier (FRA)     | DNF               |
| 234               | Valentin Ferron (FRA)     | DNF               |
| 235               | Paul Ourselin (FRA)       | 50.               |
| 236               | Mattéo Vercher (FRA)      | DNF               |
| 237               | Alexis Vuillermoz (FRA)   | 94.               |

| Tudor Pro Cycling Team TUD | Tudor Pro Cycling Team TUD  | Tudor Pro Cycling Team TUD |
| -------------------------- | --------------------------- | -------------------------- |
| #                          | Cyklist                     | Placering                  |
| 241                        | Simon Pellaud (SUI)         | DNF                        |
| 242                        | Jacob Eriksson (SWE)        | DNF                        |
| 243                        | Nils Brun (SUI)             | 109.                       |
| 244                        | Arthur Kluckers (LUX)       | DNF                        |
| 245                        | Sébastien Reichenbach (SUI) | 83.                        |
| 246                        | Yannis Voisard (SUI)        | 85.                        |
| 247                        | Hannes Wilksch (GER)        | 120.                       |

Förklaringar
DNF = Fullföljde inte, OTL = Utanför tidsgränsen, DNS = Startade inte, DSQ = Diskvalificerad